# Leuctra balearica
Leuctra balearica är en bäcksländeart som beskrevs av Isabel Pardo och Peter Zwick 1993. Leuctra balearica ingår i släktet Leuctra och familjen smalbäcksländor. Inga underarter finns listade i Catalogue of Life.